# Sphaeronella paradoxa
Sphaeronella paradoxa är en kräftdjursart som beskrevs av Hansen 1897. Sphaeronella paradoxa ingår i släktet Sphaeronella, och familjen Nicothoidae. Arten är reproducerande i Sverige.